# Mayview
Mayview és una població dels Estats Units a l'estat de Missouri. Segons el cens del 2000 tenia 294 habitants.

## Demografia
Segons el cens del 2000, Mayview tenia 294 habitants, 100 habitatges, i 82 famílies. La densitat de població era de 709,5 habitants per km².
Dels 100 habitatges en un 49% hi vivien nens de menys de 18 anys, en un 63% hi vivien parelles casades, en un 15% dones solteres, i en un 18% no eren unitats familiars. En el 15% dels habitatges hi vivien persones soles el 4% de les quals corresponia a persones de 65 anys o més que vivien soles. El nombre mitjà de persones vivint en cada habitatge era de 2,94 i el nombre mitjà de persones que vivien en cada família era de 3,29.
Per edats la població es repartia de la següent manera: un 33,3% tenia menys de 18 anys, un 6,1% entre 18 i 24, un 32,7% entre 25 i 44, un 17,7% de 45 a 60 i un 10,2% 65 anys o més.
L'edat mediana era de 33 anys. Per cada 100 dones de 18 o més anys hi havia 94,1 homes.
La renda mediana per habitatge era de 25.313 $ i la renda mediana per família de 28.750 $. Els homes tenien una renda mediana de 24.063 $ mentre que les dones 17.875 $. La renda per capita de la població era de 10.784 $. Entorn de l'11,4% de les famílies i el 14,1% de la població estaven per davall del llindar de pobresa.

## Poblacions més properes
El següent diagrama mostra les poblacions més properes.